# Пристайко, Вадим Владимирович
Вадим Владимирович Пристайко (укр. Вадим Володимирович Пристайко; род. 20 февраля 1970, Килия, Одесская область, УССР, СССР) — украинский политический деятель, дипломат. Чрезвычайный и Полномочный Посол Украины в Великобритании (2020—2023). Вице-премьер-министр Украины по вопросам европейской и евроатлантической интеграции с 4 марта по 4 июня 2020 года. Чрезвычайный и полномочный посланник 1 класса (2016).
Министр иностранных дел Украины с 29 августа 2019 по 4 марта 2020 года. Заместитель главы Администрации президента Украины с 22 мая по 29 августа 2019 года. Первый заместитель министра иностранных дел Украины (2017—2019).

## Биография
Родился 20 февраля 1970 года в городе Килии Одесской области. Отец — Владимир Ильич Пристайко (1941—2008), генерал-лейтенант юстиции, заместитель главы Службы безопасности Украины (1996—2004).
В 1994 году окончил Киевский политехнический институт, в 1998 году — Украинскую академию внешней торговли (магистр).
В 1993—1994 годах — соучредитель информационной компании «Электронные вести».
В 1994—1997 годах — главный экономист, начальник отдела, заместитель начальника Управления торгово-экономических связей со странами Африки, Азии и Тихоокеанского региона Министерства внешних экономических связей и торговли Украины.
В 1997—2000 годах — заместитель заведующего отделом стран Азии и Тихоокеанского региона Пятого территориального управления МИД Украины.
В 2000—2001 годах — консул Генерального консульства Украины в Сиднее.
В 2001—2002 годах — главный консультант Главного управления по вопросам внешней политики администрации президента Украины.
В 2002—2006 годах — советник по политическим вопросам, временный поверенный (2003—2004, 2005—2006) в делах Украины в Канаде.
В 2007—2009 годах — заместитель директора департамента НАТО МИД Украины.
В 2009—2012 годах — советник-посланник, заместитель руководителя миссии Посольства Украины в США.
С 8 ноября 2012 по 29 октября 2014 года — чрезвычайный и полномочный посол Украины в Канаде, с 28 декабря 2012 по 29 октября 2014 года — представитель Украины при ИКАО. В это время Пристайко входил в совет соседство района Кот-де-Неж в Монреале.
С 17 декабря 2014 года — заместитель министра иностранных дел Украины — руководитель аппарата.
С 7 июля 2017 года — глава миссии Украины при НАТО.
11 июня 2019 года президент Украины Владимир Зеленский внёс в Верховную раду представление на назначение Вадима Пристайко главой МИД, но Верховная рада не проголосовала за него.
С 29 августа 2019 года министр иностранных дел Украины в правительстве Гончарука. Чрезвычайный и полномочный посол (2019).
С 20 июля 2020 по 21 июля 2023 года — Чрезвычайный и Полномочный Посол Украины в Великобритании.

## Личная жизнь
Женат, воспитывает двоих сыновей. Супруга — Инна Васильевна (род. 1974), сыновья — Владимир (род. 1997) и Андрей (род. 2002).